# Ephraim Ulmann
Ephraim Ulmann (* 11. Dezember 1770; † 26. Mai 1830 in Weimar) war ein jüdischer Kaufmann und Bankier in Weimar.
Ende des 18. Jahrhunderts waren Gabriel Ulmann (* 1743; † 16. April 1816) und sein Sohn Ephraim als Bankiers tätig unter Ulmann & Sohn. Auch Goethe wickelte über sie seine Geldgeschäfte ab, wie Briefe der Ulmanns an Goethe belegen. Die Ulmannsche Bank wurde 1830 aufgelöst. Ephraim Ulmann erhielt 1797 eine Handlungskonzession. Das Ulmannsche Bankhaus befand sich am Theaterplatz 1, das bei den Luftangriffen auf Weimar zerstört wurde. Die Ulmanns besaßen in Weimar mehrere Häuser. Es ist überliefert, dass Ephraim Ulmann 1823 ein zu versteuerndes Jahreseinkommen von 3000 Talern besaß. Die Ulmanns waren für den Weimarer Hof nicht unwichtig. Gabriel Ulmann belieferte zusammen mit Jacob Elkan (1742–1805) und dessen Schwager Jacob Löser (1753–1818) die herzoglich sachsen-weimar-eisenachische Münze in Eisenach mit Silber.
Ephraim verehelichte sich am 25. Mai 1798 mit Johanna („Jeannette“) Hirsch († 10. Dezember 1846) aus Kassel. Das Ehepaar hatte elf Kinder; darunter war der spätere Arzt Claudius Ulmann (* 1. Februar 1810; † 20. Dezember 1893), der Vater des
Historikers Heinrich Ulmann. Ephraim Ulmanns Begräbnis hat von Franz David Gesky eine gern zitierte Schilderung erfahren.